# Vilhelm Richter
Vilhelm Richter (født 4. maj 1840 i København, død 30. november 1911 sammesteds) var en dansk personalhistoriker.
Hans forældre var tømmermand, senere skibsbyggerformand Vilhelm Jacobsen Richter (1804-1864) og Louise Christiane Richter (1813-1858). Richter blev student 1859 fra Metropolitanskolen, cand. jur. 1865, sagførerfuldmægtig i København 1868, arbejdede som assistent i Indenrigsministeriet 1869-75, translatør i tysk, engelsk, fransk og italiensk fra 1870, overretssagfører 1872, var endvidere repræsentant i Det alm. Brandassurancekompagni, medstifter af Dansk Genealogisk Institut 1909 og forstander for Det Harboeske Enkefruekloster 1884-94.
Vilhelm Richter begyndte 1871 udgivelsen af de juridiske stater, af hvilke han dels alene, dels sammen med andre udsendte ni udgaver, deriblandt Juridisk og statsvidenskabelig Stat (1881), der indeholder biografiske notitser om cand. jur. og exam. jur. i perioden 1737-1881, samt samtlige afdøde og dalevende cand. polit. Endvidere udgav han Den danske Søetat 1801-1890 (1894), Den danske Landmilitæretat 1801-94 (I-II, autogr. 1896-97), 100 Aars Dødsfald (1791-1890) (I-III, 1901-05), Dødsfald i Danmark 1761-90 (1907), Meddelelser om exam. jur. 1824—1894 (1903) og Danske Postembedsmænd med kgl. Udnævnelse 1750-1906 (1907).
Han var hele livet igennem plager af alvorlig sygdom og var ofte bundet til sengen. Alligevel gennemførte han med stor overvindelse et omfattende personalhistorisk forfatterskab.
Han blev gift 24. maj 1872 i Kastelskirken med Julie Augusta Pagh (17. marts 1849 i København – 18. december 1886 på Frederiksberg), datter af af kopist under Søetaten, senere sekretær og kasserer i Det kgl. octr. alm. Brandassurancekompagni, justitsråd Lauritz Niels Pagh (1814-1878) og Ida Emilie Tofft (1814-1900).
Han er begravet på Frederiksberg Ældre Kirkegård.